# Ligue de pensée française

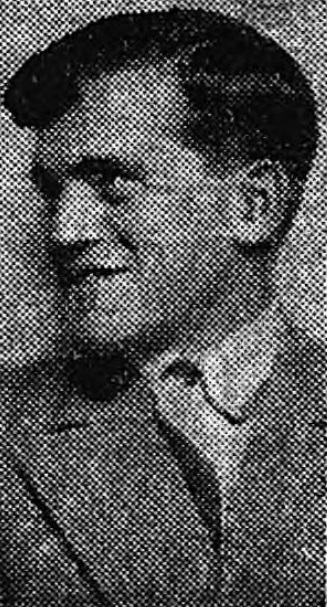
René Château, Gründer der Liga

Die Ligue de pensée française (Liga für französisches Denken, LPF) war eine französische Organisation von Intellektuellen, die von der Linken kamen und die Kollaboration mit Deutschland während der Besatzungszeit befürworteten.

## Geschichte
Die Ligue de pensée française wurde am 30. November 1942 im Zuge des Rassemblement national populaire (RNP) von Marcel Déat gegründet.
Die Ligue de pensée française war eine der merkwürdigsten politischen Organisationen der Kollaboration. Sie setzte sich nämlich aus Aktivisten und Intellektuellen mit unterschiedlichem Hintergrund aus der politischen, gewerkschaftlichen oder assoziativen Linken (SFIO, ehemalige, zwangsaufgelöste KPF, Radikale, CGT, SNI, Fédération nationale des directeurs d’école), Laizisten, Pazifisten, Freimaurern (was in einer kollaborationistischen Gruppe unüblich war) und sogar ehemaligen Mitgliedern des Comité de vigilance des intellectuels antifascistes (Wachsamkeitskomitee der antifaschistischen Intellektuellen) zusammen.
Angesichts ihrer ursprünglich republikanischen und linksgerichteten Positionen war die LPF insgesamt gegen den Petainismus, der als reaktionär bezeichnet wurde (Katholizismus, Regionalismus, Korporatismus, Rückkehr zur Scholle). Obwohl die LPF als Teil der Kollaboration anerkannt wurde, war sie in der kleinen kollaborationistischen Welt nicht gern gesehen, da sie verdächtigt wurde, eine Form des Wiederauflebens der Liga für Menschenrechte und der Ligue de l’enseignement zu sein. René Château, der Leiter der LPF, wurde im Februar 1943 aus dem RNP ausgeschlossen.

## Bekannte Mitglieder
Lenkungsausschuss
- Marcel Braibant (Mitglied des Generalrats der Ardennen, Spezialist für landwirtschaftliche Fragen);
- Jules Bureau[2] (Schatzmeister, Sekretär des Lehrerverbands der Seine);
- Edouard Chaux, (Mitglied des RNP);
- René Château, der Gründer (ENS, Schüler von Alain, Philosoph, radikal-sozialistischer Abgeordneter auf der linken Seite der Partei (1936), Mitglied des Zentralkomitees der Liga für Menschenrechte (1931), Freimaurer (1935), Mitglied des CVIA. Nach 1940: RNP, Führer der La France socialiste[A 5];
- Francis Delaisi[3],  (Friedensaktivist, schrieb in La Guerre sociale und La Vie Ouvrière der CGT, Generalsekretär der Pan-Europäischen Union (1927–1932), Mitglied des Zentralkomitees der Liga für Menschenrechte (1935) und des CVIA. Nach 1940 Mitarbeiter der mit dem RNP verbundenen Zeitungen: L’Œuvre usw.);
- René Gérin (Journalist, Mitglied des CVIA, Pazifist, nach 1940 Mitarbeiter von Marcel Déats L’Œuvre);
- Jules Guyot (Bildhauer);
- Pierre Hamp[4], (Romanautor, schrieb für die sozialistische und pazifistische Presse. Nach 1940: Mitarbeit bei der kollaborationistische Zeitschrift L’Effort und La France socialiste);
- Camille Planche[5] (SFIO-Abgeordneter des Departements Allier, Mitbegründer und Vorsitzender der Liga der pazifistischen Veteranen (1932–1939), Vertreter Frankreichs beim Völkerbund (1936, 1937));
- René de Robert (Agraringenieur, persönlicher Freund von Marcel Déat);
- Marcel Roy[6] (Sekretär des Metallverbands der CGT).

Weitere Mitglieder und Sympathisanten (Auswahl)
- Alain, (Philosoph, trat der Liga für französisches Denken nicht bei);[7]
- Claude Jamet[8], Generalsekretär (ENS, Sekretär der SFIO des Departements Vienne, Mitglied des CVIA. Nach 1940 Mitarbeit bei La France socialiste und Germinal);
- Henri Clerc, (Leitartikler bei L’Œuvre, CGT);
- Robert Denoël, (Verleger, 1945 ermordet);
- Robert Jospin[9], (Pazifist, SFIO).